# Tito Davanzelli
Tito Davanzelli (fl. XX secolo) è stato un calciatore italiano, di ruolo centrocampista.

## Carriera
Iniziò la sua carriera nel ruolo di portiere, ma già tra le file del Liguria era impiegato come centrocampista. Con i biancoverdi sono note tre presenze ma, a causa dei tabellini incompleti, potrebbero essere di più.
Con la società di Bolzaneto, Davanzelli si piazzò all'ultimo posto del girone eliminatorio ligure/piemontese 1913-1914.
Nel campionato 1914-1915 passò al Genoa e, grazie ad un'unica presenza nella vittoria record in trasferta del 4 ottobre 1914 contro l'Acqui per sedici a zero, poté fregiarsi dello scudetto conquistato dai Grifoni, che però fu assegnato solo al termine della prima guerra mondiale che aveva causato l'interruzione del campionato 1914-1915.
Al termine del conflitto Davanzelli non era più nei ranghi della società rossoblù.

## Palmarès

### Club

#### Competizioni nazionali
- Campionato italiano: 1

Genoa: 1914-1915